# Papenkow
Papenkow (russisch Папенков) ist ein Dorf (chutor) in Südrussland. Es gehört zur Republik Adygeja und hat 26 Einwohner (Stand 2019).

## Geographie
Das Dorf liegt 10 km südöstlich des Dorfes Krasnogwardeiskoje und 3 km südwestlich des Dorfes Preobraschenskoje. Mirny ist die nächstgelegene ländliche Ortschaft.